# Tar de l'Himàlaia
El tar de l'Himàlaia (Hemitragus jemlahicus) és un ungulat gran relacionat amb la cabra salvatge. El seu hàbitat són els escarpats pujols boscosos i pendents muntanyosos de l'Himàlaia, des de l'Àsia central al nord del Caixmir fins a la Xina. Es passa l'estiu pasturant als prats elevats i a l'hivern baixa i forma ramats de sexe mixt. Fou identificat per primera vegada per Charles Hamilton Smith i inclòs al Regne Animal de Cuvier (1827).